# 東映太秦映畫村
東映太秦映畫村（日语：東映太秦映画村）位於日本京都市右京區太秦東峰岡町10，鄰近嵐山，是一個以電影為主題的主題公園，同時也是東映的時代劇拍攝場地。

## 設施

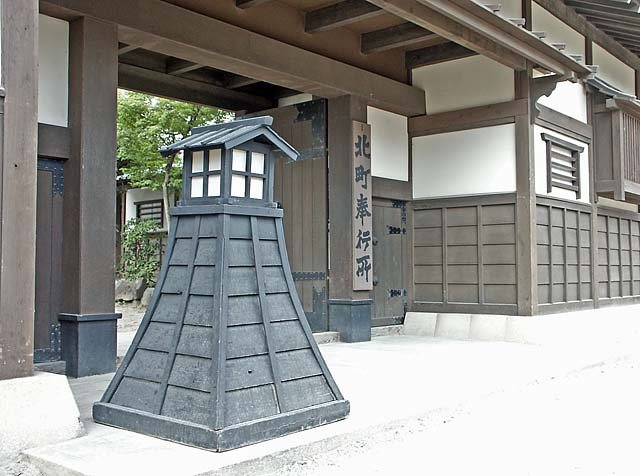
東映太秦映畫村，北町奉行所佈景

東映太秦映畫村在1975年11月1日正式啟用，佔地36,000平方呎。除了設有江戶時代和明治時代街道、武家屋敷、日本橋、吉原花街等佈景外，也有介紹以介紹日本電影歷史和文化為主題的「映畫文化館」、講解特技拍攝手法的「外景攝景棚」、以私塾佈置形式講解江戶時代生活的「寺子屋」和供參觀者裝扮成時代劇人物，例如藝伎、武士的「裝扮館」。
場地還會定期安排時代劇武打場面表演，亦在一些時代劇上映時舉行宣傳活動，例如握手會和電影服飾、道具展覽等。另外，該處是東映的時代劇主要拍攝場地，遊人或有機會遇上時代劇的實際拍攝場面。

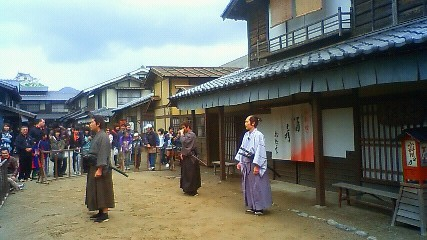
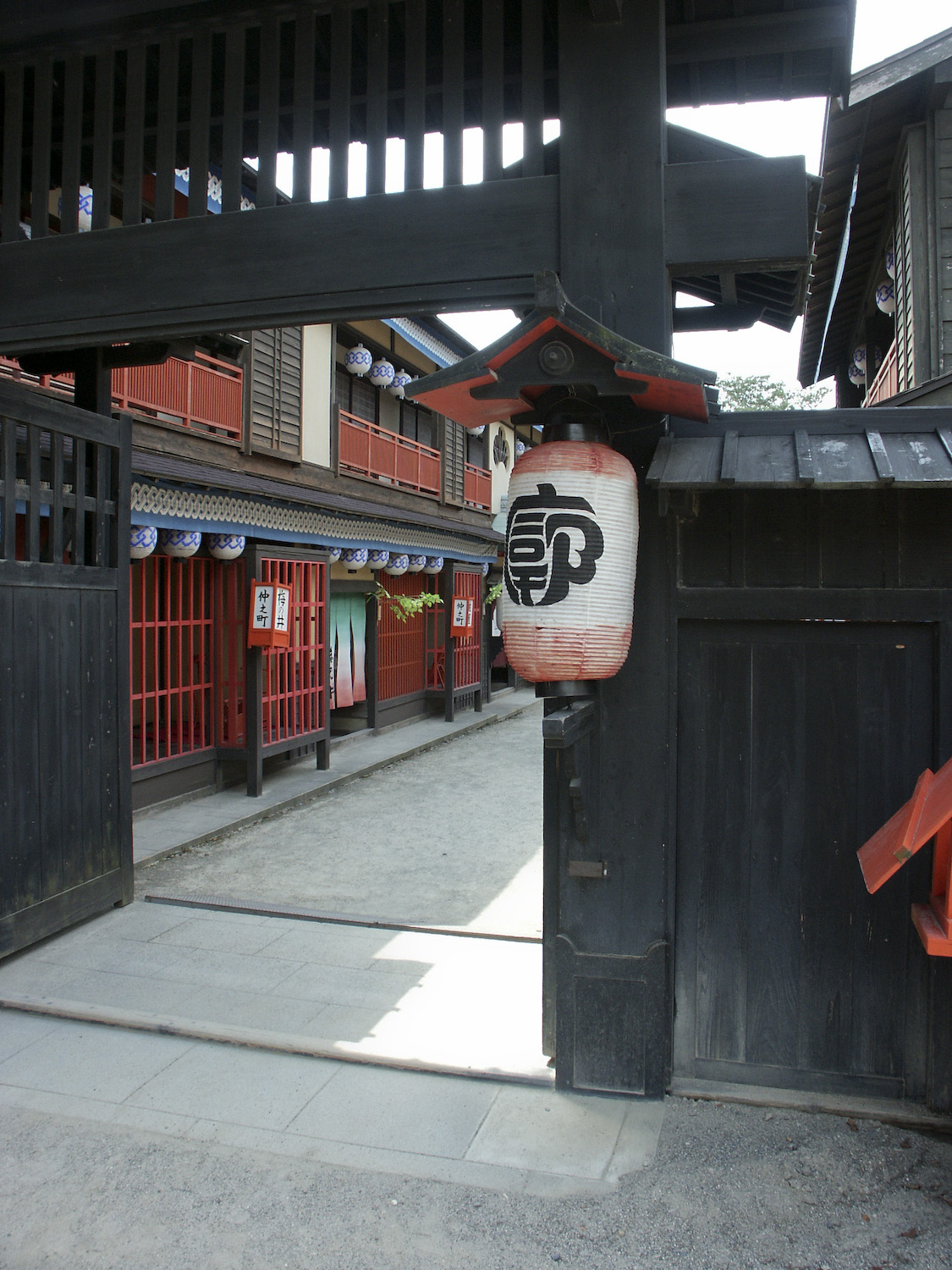
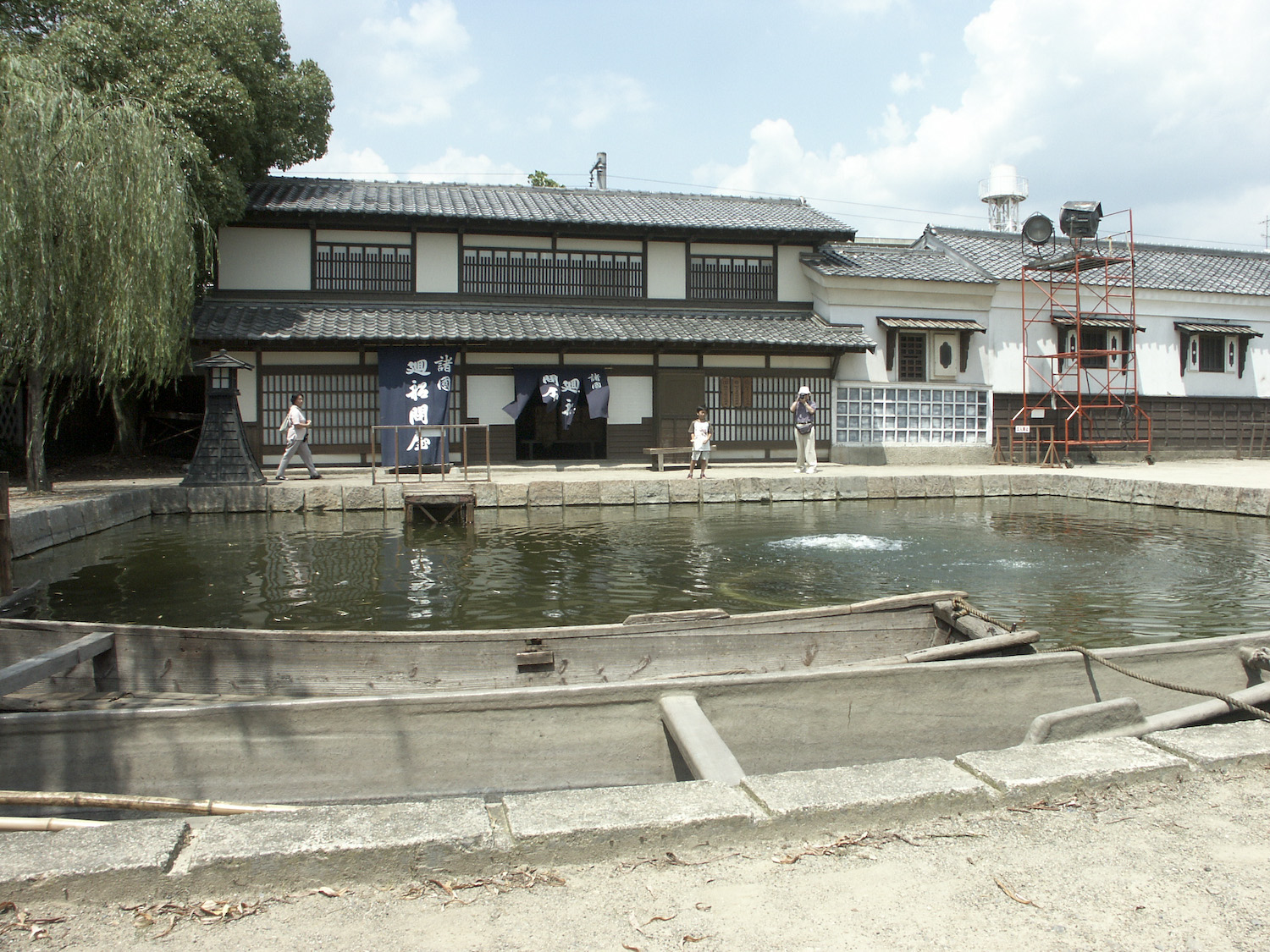
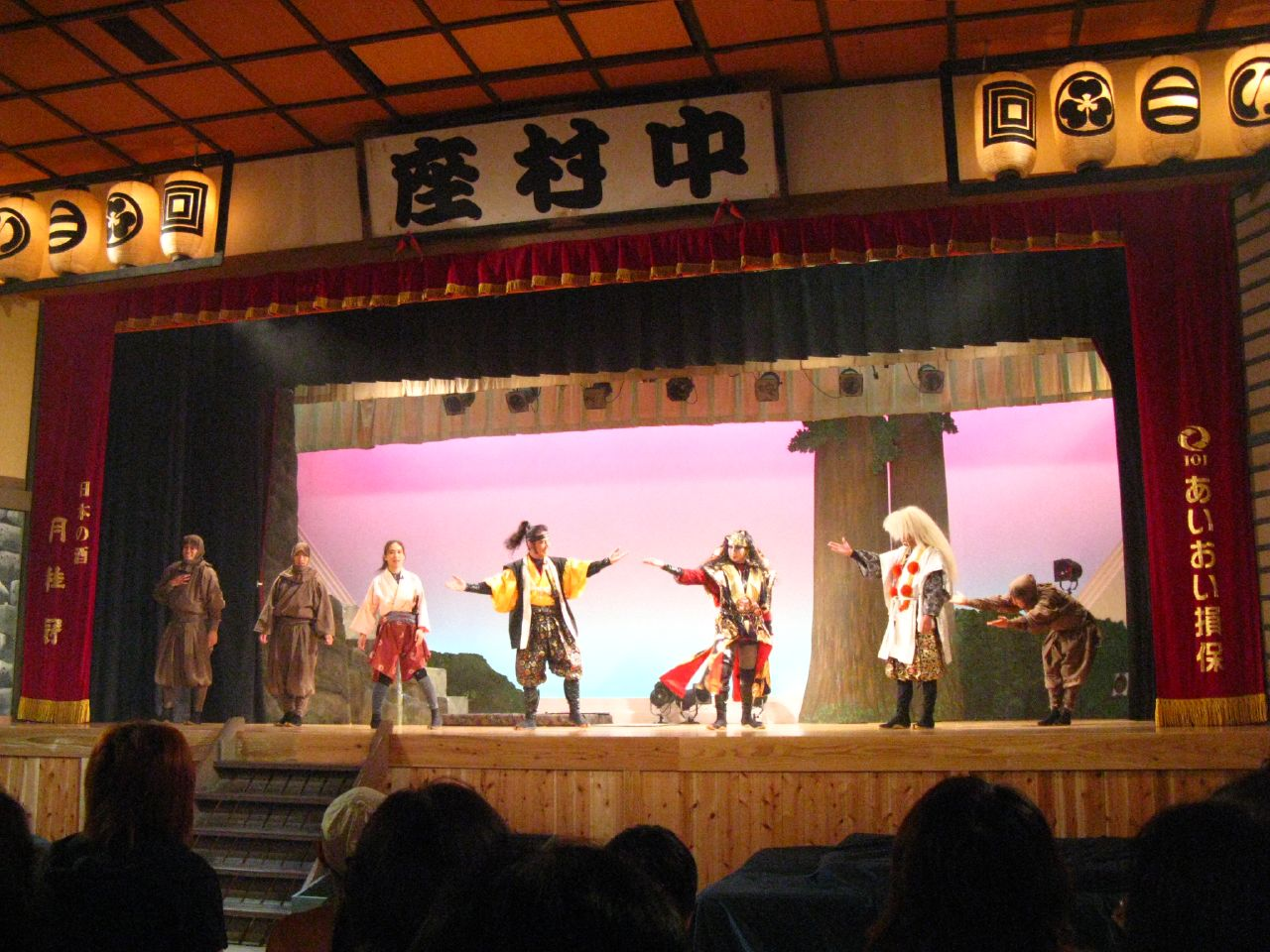
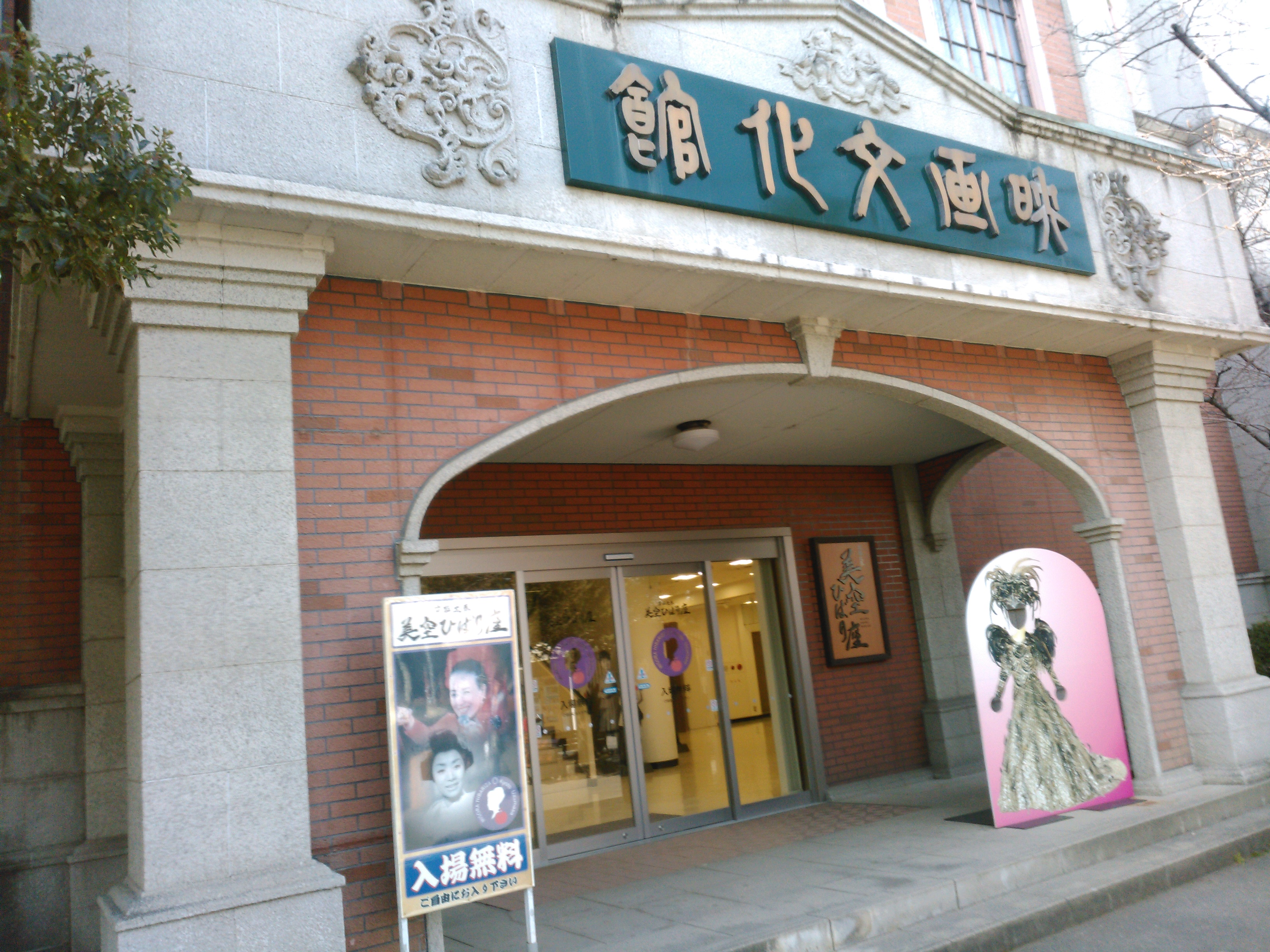
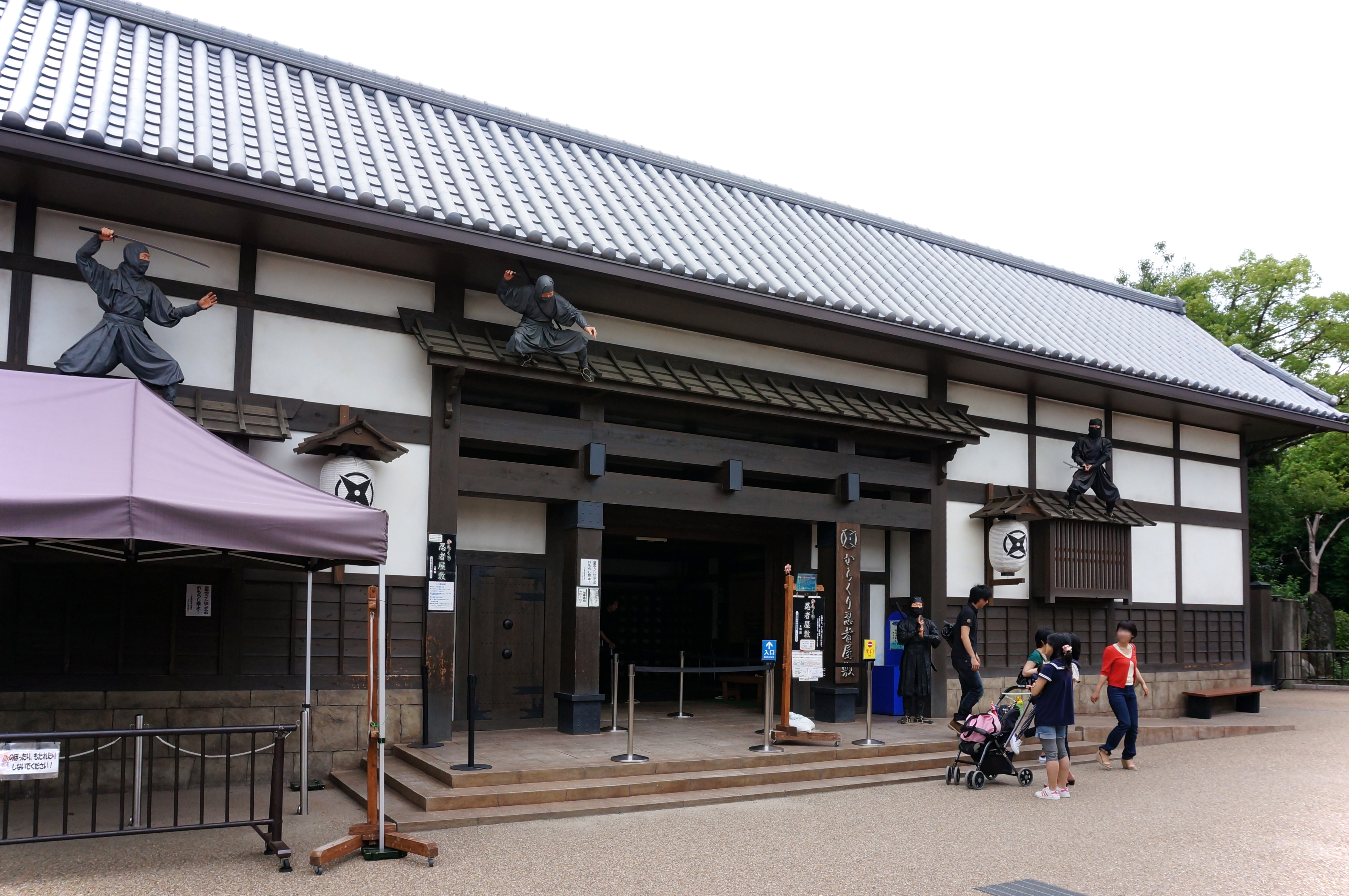
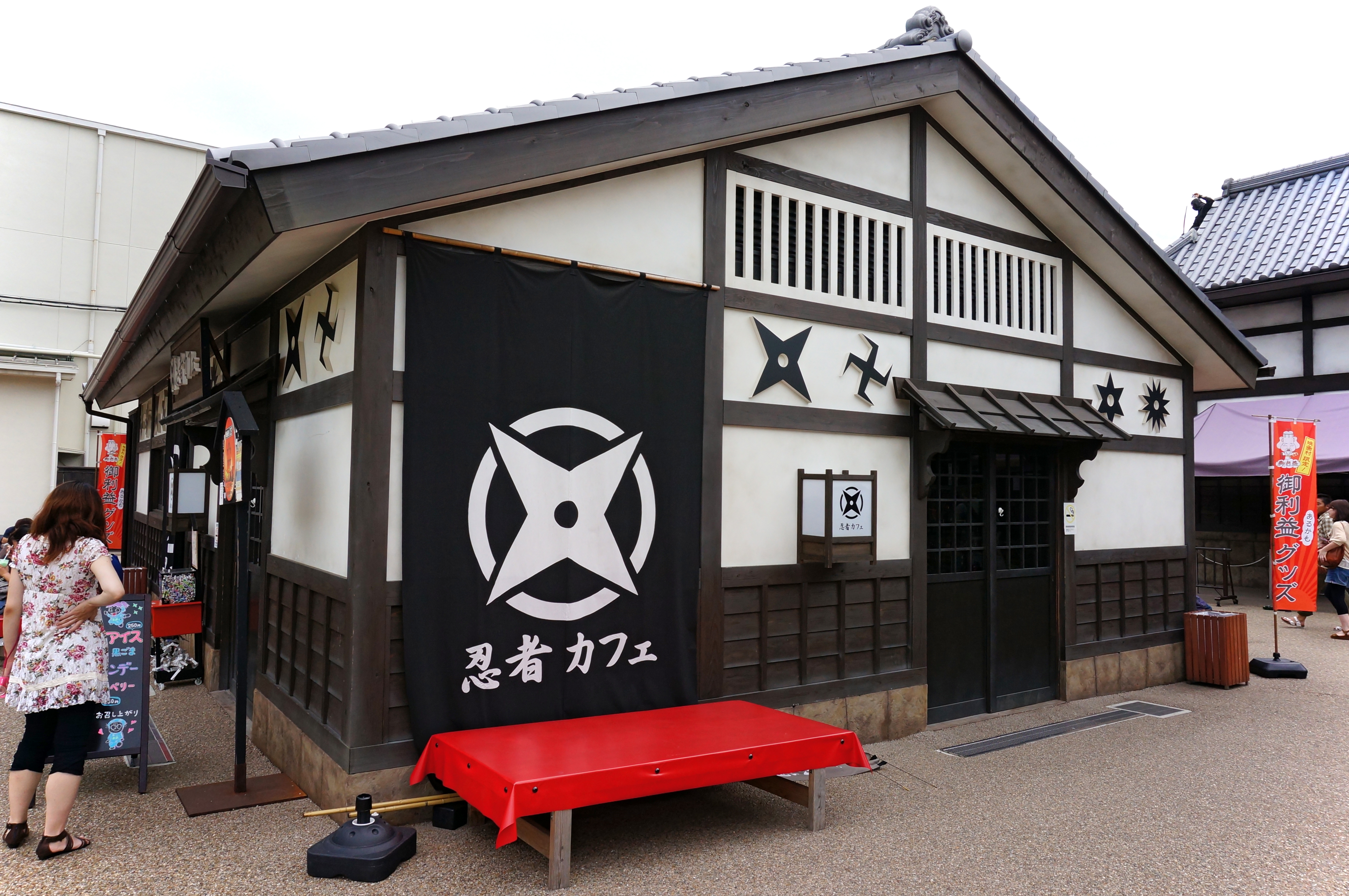
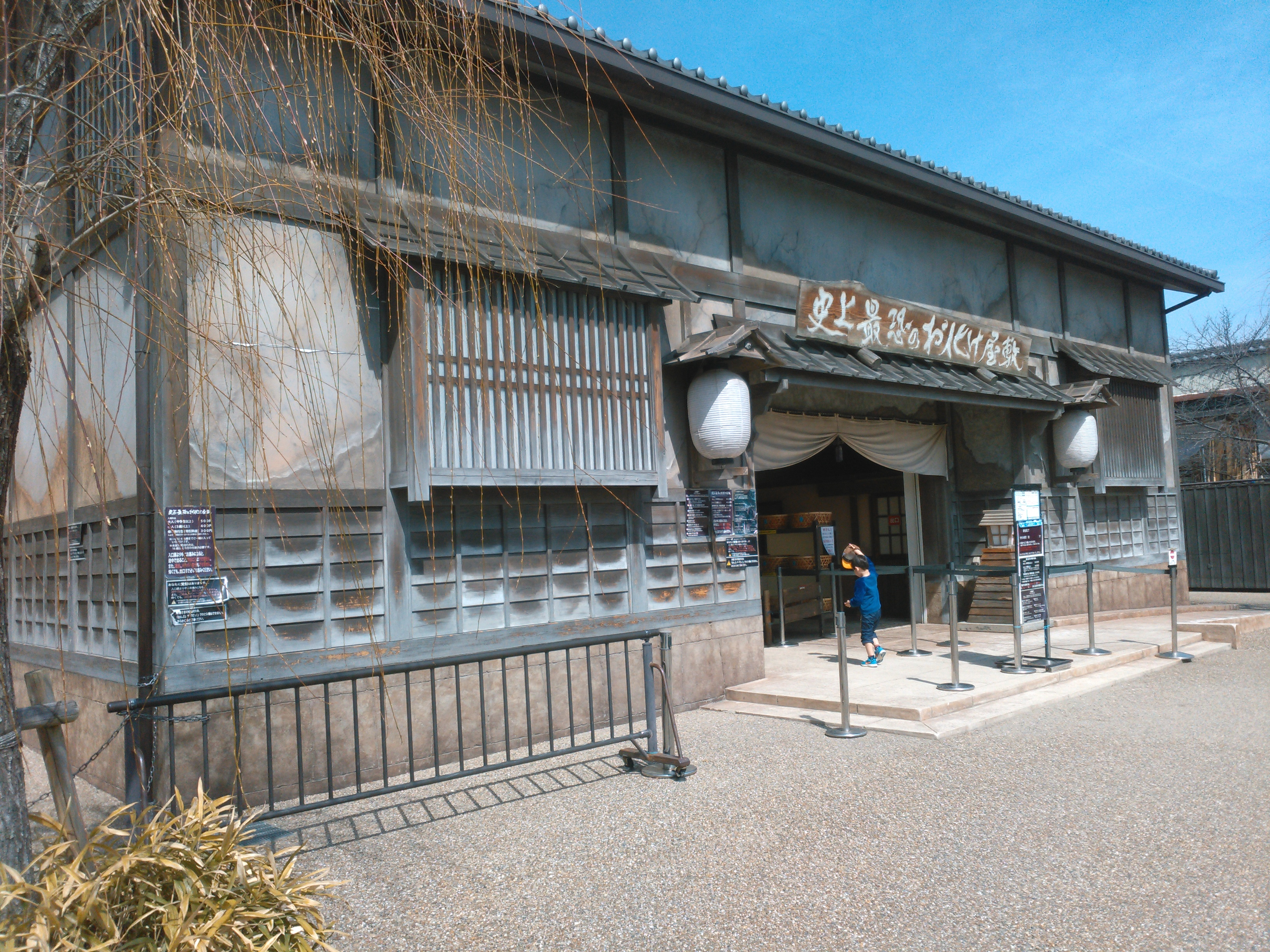

## 交通
- 正面出入口
  - JR嵯峨野線（山陰本線）花園車站徒步13分鐘
  - 京都市營地下鐵東西線太秦天神川站徒步12分鐘
  - 京福電氣鐵道嵐山本線太秦廣隆寺站徒步5分鐘
- 攝影所出入口
  - JR嵯峨野線（山陰本線）太秦車站徒步5分鐘
  - 京福電氣鐵道北野線攝影所前站徒步2分鐘